# Jules Gaston Portefaix
Jules Gaston Portefaix, egentligen Henri Julius Portefaix, född 16 mars 1891 i Stockholm, död 21 februari 1966 i Stockholm, var en svensk skådespelare, manusförfattare och grosshandlare. 
Portefaix, som tillhörde en teatersläkt från Paris, var i unga år skådespelare och manusförfattare men sadlade om och blev grosshandlare i Stockholm. Han importerade bland annat franska parfymer.
Tillsammans med Helga Wahlgren (1900–1987) som han gifte sig med först 1928 hade han bland andra dottern Marianne (född 1923), en tid gift med Claes Sylwander, dottern Birgitta (född 1925), gift med Gunnar Lundin, och dottern dansösen Loulou Portefaix (1935–2008), 1960–1991 gift med Tage Hertzell.
Han är begravd i Portefaix familjegrav på Sandsborgskyrkogården i Stockholm.

## Filmografi
- 1924 – Gösta Berlings saga

## Teater

### Roller (ej komplett)
| År   | Roll                     | Produktion                                                | Regi                       | Teater         |
| ---- | ------------------------ | --------------------------------------------------------- | -------------------------- | -------------- |
| 1911 | 2:a detektivkonstapeln   | Försvarsadvokaten Ferenc Molnár                           | Mauritz Stiller            | Lilla teatern  |
| 1911 | En kusk                  | Mörkrets makt Leo Tolstoj                                 | Mauritz Stiller            | Lilla teatern  |
| 1911 | Folkskolläraren          | Pastor Jussilainen Gustaf von Numers                      | Jenny Tschernichin-Larsson | Lilla teatern  |
| 1912 | Jan Nipley               | Miss Williams from New York Gustav Wied och Jens Petersen | Mauritz Stiller            | Lilla teatern  |
| 1912 | Binder, poliskommissarie | Hockenjos staty Jakob Wassermann                          | Mauritz Stiller            | Lilla teatern  |
| 1914 | Storvisiren              | Arabia land Anna Maria Roos                               |                            | Intima teatern |